# Schubdierachtigen
Schubdierachtigen (Pholidota) zijn een orde van zoogdieren. Deze orde omvat slechts één familie met hedendaagse soorten, de schubdieren, die in Azië en Afrika voorkomen. Er zijn verder enkele uitgestorven schubdierachtigen bekend. De schubdierachtigen zijn volgens de huidige inzichten verwant aan de Carnivora en vormen samen de zoogdiergroep Ferae.

## Kenmerken
De schubdieren zijn aan de bovenzijde bedekt met hoornachtige schubben die dakpansgewijs geschikt zijn. Net als egels rollen ze zich op bij gevaar. Ze hebben geen oorschelpen of tanden. Ze hebben een spitse kop, een lange kleeftong waarmee ze insecten oplikken, en een grote graafklauw aan de middelste teen van de voorpoot. 

## Ontwikkeling
De schubdierachtigen vormen samen met de uitgestorven Palaeanodonta de clade Pholidotamorpha. Het oudste schubdier was Euromanis. Fossielen van Euromanis dateren uit het Midden-Eoceen van Duitsland en dit geslacht leefde samen met de verder ontwikkelde schubdierachtigen Eomanis en Eurotamandua. De geslachten Patriomanis (Laat-Eoceen, Noord-Amerika), Cryptomanis (Laat-Eoceen, Mongolië) en Necromanis (Oligoceen, Frankrijk) vormen de Patriomanidae. Vermoed wordt dat de moderne schubdieren uit de Manidae zich in Europa ontwikkelden en zich vervolgens uitbreidden naar eerst Afrika bezuiden de Sahara en vervolgens zuidelijk Azië.

## Indeling
- Orde Pholidota
  - †Euromanis
  - †Eurotamandua
  - Clade Eupholidota
    - †Eomanis
    - Clade Manoidea
      - Familie †Patriomanidae
      - Familie Manidae

Cloacadieren · Opossums · Paucituberculata · Microbiotheria · Roofbuideldieren · Buideldassen · Buidelmollen · Klimbuideldieren · Tenreks en goudmollen · Springspitsmuizen · Buistandigen · Klipdasachtigen · Slurfdieren · Zeekoeien · Luiaards en miereneters · Gordeldierachtigen · Insecteneters · Vleermuizen · Schubdierachtigen · Roofdieren · Onevenhoevigen · Evenhoevigen · Walvissen · Knaagdieren · Haasachtigen · Huidvliegers · Toepaja's · Primaten